# K'itura Kristoffersen
K'itura Bebiane Ane Salomine Kristoffersen (verh. Sukuvara; * 29. November 1939 in Nuuk) ist eine grönländische Künstlerin.

## Leben
K'itura Kristoffersen stammt aus der Künstlerfamilie Kristoffersen. Ihr Vater war Kristoffer Kristoffersen (1902–1970) und ihre Mutter Dorthe Kristoffersen (1906–1976). Sie ist die Schwester von Simon (1933–1990), Sara (1937–2008) und Karl Kristoffersen (* 1943). Am 17. November 1960 heiratete sie den norwegisch-samischen Rentierhalter Edvind Marius Sukuvara (1928–?).
K'itura Kristoffersen genoss keine eigentliche Kunstausbildung. Sie adaptierte die Kunst ihrer Mutter und schuf wie diese vor allem Specksteinfiguren, die eine Mutter mit Kind zeigen. Später ließ sich vom dänischen Bildhauer Ole Christensen unterrichten und begann mit Bildhauerei in Granit und Marmor. 1994 nahm sie am Projekt Sten og menneske teil, bei dem Skulpturen direkt in die Felsen in Qaqortoq gehauen wurden. K'itura Kristoffersens zwei Meter breite und einen Meter hohe Figur behandelt die Sage von Aqissiaq und der Schlange. Ihre Kunst wurde ansonsten in Grönland und Dänemark ausgestellt.